# 喜马拉雅斑羚
斑羚（Naemorhedus goral）是棲息在喜瑪拉雅山細小、毛髮粗糙及圓角的斑羚屬。

## 外觀
斑羚長95-130厘米，重35-42公斤。牠們是灰色或灰褐色的，腳呈黃褐色，喉嚨較為淡色，沿脊骨有一道深色斑紋。雄羚頸上有短的鬃毛。雄羚及雌羚的角都是向後彎曲的，可長達18厘米。

## 生態及分佈
斑羚分佈在喜瑪拉雅山及興都庫什山脈的森林，介乎海拔1000-4000米。牠們一群一般會佔有約100公頃的地盤。
斑羚的壽命約14-15年。每胎約產一子，妊娠期為170-218天。幼羚7-8個月大就會斷奶，3歲就達至性成熟。
斑羚的群族約有4-12頭，有時會一對的生活，較年老的雄羚則有時會獨居的。牠們是暮晨活動的，在早上或晚上最為活躍。吃過早餐後，牠們會喝水及整日在岩邊休息。牠們吃葉子及植物的其他柔軟部份，如草。
斑羚非常靈活及奔跑得很快，其毛色可以成為一種偽裝。牠們若受到威脅時，會發出嘶嘶聲。世界自然保護聯盟將牠們列為近危。